# Massacre d'Ezeiza
Le massacre d'Ezeiza eut lieu à l'aéroport d'Ezeiza (Argentine) le 20 juin 1973. Une foule énorme de deux à quatre millions de personnes s'était réunie pour accueillir le général Juan Perón, de retour d'exil. Les Jeunesses péronistes, les Forces armées révolutionnaires (FAR) et les Montoneros étaient organisés en colonnes célébrant la victoire du mouvement péroniste. Le général Perón avait quant à lui confié l'organisation de son retour au colonel Jorge Osinde, appartenant à l'aile la plus à droite du mouvement péroniste et chef de la sécurité du Parti justicialiste, retirant toute responsabilité à la police fédérale dirigée par le ministre de l'Intérieur Esteban Righi, proche du président Héctor Cámpora et de l'aile gauche péroniste.

## Déroulement du massacre
Des snipers de la Triple A, dirigée par le conseiller du général José Lopez Rega, qui, depuis Madrid, donnait ses ordres à Osinde, tirèrent alors sur la foule, piégeant la Jeunesse péroniste et faisant au minimum 13 morts et 365 blessés (le Montonero José Luis Nell fut paralysé des jambes), bien que, selon le quotidien Clarín, les estimations concernant le bilan réel soient bien plus hautes. Selon le magistrat espagnol Baltasar Garzón, le terroriste néofasciste italien Stefano Delle Chiaie aurait participé au massacre. Carlos Castillo, surnommé El Indio, et membre de l'organisation péroniste de droite Concentración Nacionalista Universitaria (CNU) a aussi participé à la répression.

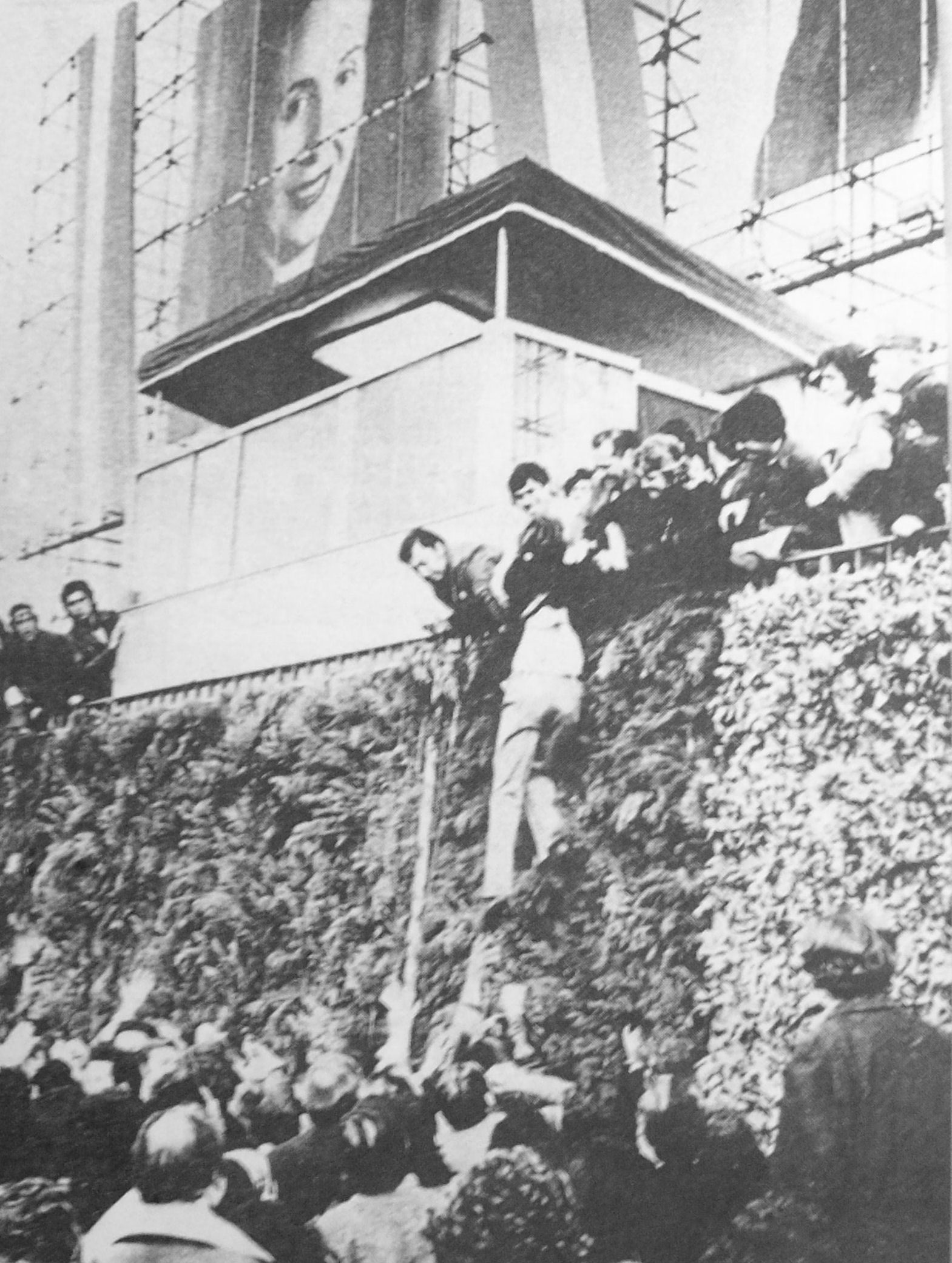
La tribune des officiels

La tribune avait été montée par le lieutenant-colonel Osinde et d'autres figures d'extrême-droite du péronisme, telles qu'Alberto Brito Lima, Norma Kennedy, Lorenzo Miguel, Juan Manuel Abal Medina, secrétaire général du Parti justicialiste en 1971-72, et José Ignacio Rucci, secrétaire général de la CGT contrôlée par la droite péroniste, qui étaient chargés de l'organisation de la manifestation. La tribune accueillait aussi des membres du syndicat métallurgiste Unión Obrera Metalúrgica, de la Jeunesse syndicale péroniste et d'autres secteurs de la droite péroniste.
L'avion de Perón fut détourné vers l'aéroport de Morón, en partie grâce au conseil du ministre Esteban Righi et du vice-président Vicente Solano Lima, qui informèrent Cámpora et Perón de la situation au sol. Les affrontements se poursuivirent toute la journée et toute la nuit, pendant que la plus grande partie de la foule tentait de fuir les tirs. Le jour suivant, Buenos Aires fut couvert de tags portant l'inscription « Osinde, assassin du peuple péroniste ».
Selon Juan Abal Medina, une réunion fut convoquée le soir même, à laquelle assistèrent Abal Medina lui-même et d'autres membres du Comité directeur du Parti, dont Lorenzo Miguel (es) (droite syndicale péroniste), Fernando Vaca Narvaja (es) et Rodolfo Galimberti (es) (représentant de la Jeunesse péroniste au sein du Comité directeur du PJ, et, selon Abal Medina, déjà membre, secrètement, des Montoneros). Lorenzo traita alors Galimberti et Narvaja de fous, tandis que ces derniers affirmèrent que Jorge Osinde et José López Rega portaient la responsabilité des affrontements. Le jour suivant, une réunion eut lieu au gouvernement, au cours de laquelle on décida de forcer à la démission Jorge Osinde, sous-secrétaire aux Sports, qui était défendu par López Rega, Lorenzo et José Ignacio Rucci (droite péroniste) restant silencieux.

## Conséquences
Ce massacre, qui signe l'entrée sur scène du péronisme de droite, marqua l'intensification de la division du mouvement péroniste, qui réunissait des groupes politiquement très différents, mais qui avait jusque-là maintenu sa cohésion dans l'unité des revendications contre la dictature. Le lendemain du massacre, Perón en rejeta la responsabilité sur la gauche et la jeunesse péroniste, stigmatisant les militants « imberbes ». Deux enquêtes furent ouvertes, mais n'aboutirent à rien.